# 格朗德莫特山

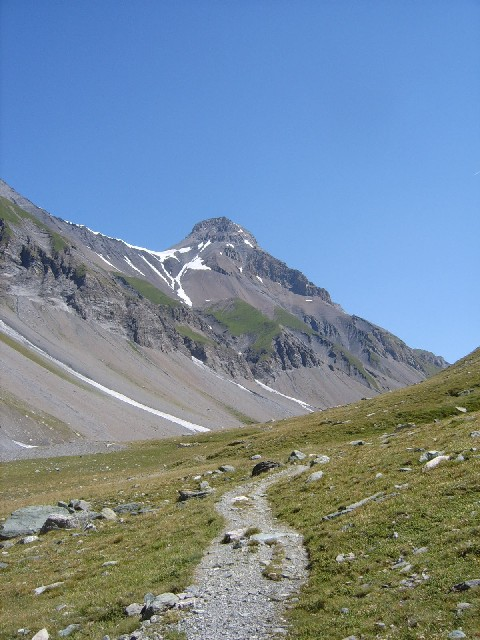

45°24′40″N 06°52′13″E / 45.41111°N 6.87028°E
格朗德莫特山（法語：Grande Motte），是法國的山峰，位於該國東南部，由薩瓦省負責管轄，屬於瓦努瓦斯山的一部分，海拔高度3,653米，每年平均降雨量1,479毫米，人類在1864年8月5日首次登頂。